# Prototheca bovis
Prototheca bovis – gatunek zielenic z rodziny Chlorellaceae.
Organizm jednokomórkowy. Komórki prawie kuliste lub elipsoidalne o wymiarach średnio 13 na 15 μm. Nieruchliwe, nieokryte kapsułą. Zamknięte w ścianie komórkowej zawierającej sporopoleninę, ale bez chityny czy celulozy. Mogą tworzyć okrągłe, białe i matowe kolonie. Zarodniki o szerokości średnio 7 μm i długości średnio 9 μm. Jak wszystkie prototeki są roślinami bezzieleniowymi. Przyswajają glukozę, glicerol i kwas mlekowy. Nie przyswajają galaktozy. W kulturze rosną dobrze w temperaturze 25–37 °C. Roślina pasożytnicza wywołująca zapalenie wymion. Żyje też wolno w wodzie w okolicach hodowli krów.
Przedstawicieli tego gatunku początkowo zaliczano do Prototheca zopfii. W wyniku badań molekularnych zaczęto wyróżniać operacyjną jednostkę taksonomiczną Prototheca zopfii genotype 2 (P. zopfii gen. 2). Jako odrębny gatunek opisał ją w 2019 r. zespół Tomasza Jagielskiego na podstawie prób wody pobranych z mleka zakażonych krów z Niemiec, które są w związku z tym uznane jego miejscem typowym. Stąd też nazwa gatunkowa oznaczająca „bydlęca”. Holotyp przechowywany jest w Zielniku Wydziału Biologii Uniwersytetu Warszawskiego.